# Cristoforo Vidman
Cristoforo Vidman (Veneza, 1617 - San Martino al Cimino, 30 de setembro de 1660) foi um cardeal do século XVII

## Biografia
Nasceu em Veneza em 1617. Filho de Giovanni Vidman, conde de Ortenburg. Descendente de uma antiga família alemã. Seu sobrenome também está listado como Widman.
Obteve o doutorado in utroque iure , direito canônico e civil..
Clérigo da Câmara Apostólica, e depois auditor..
Criado cardeal diácono no consistório de 7 de outubro de 1647; recebeu o chapéu vermelho e o título de Ss. Nereo ed Achilleo, pro illa vice -diaconia, 16 de dezembro de 1647. Legado em Urbino, 3 de junho de 1651. Participou do conclave de 1655, que elegeu o Papa Alexandre VII. Optou pela ordem dos padres e pelo título de S. Marco, a 1 de abril de 1658..
Morreu em San Martino al Cimino em 30 de setembro de 1660, perto de Viterbo. Transferido para Roma, foi sepultado na nave direita do seu título. A notícia de sua morte chegou a Roma em 1º de outubro de 1660..